# Општина Берешти-Бистрица (Бакау)
Берешти-Бистрица (рум. Bereşti-Bistriţa) општина је у Румунији у округу Бакау.
Oпштина се налази на надморској висини од 246 m.